# ديريك بيلي
ديريك بيلي (بالإنجليزية: Derek Bailey)‏ (و. 1930 – 2005 م) هو عازف جاز، وعازف قيثارة، وعازف قيثارة جاز إنجليزي، ولد في شفيلد، يستخدم آلات قيثارة، توفي في لندن، عن عمر يناهز 75 عاماً، بسبب تصلب جانبي ضموري.

## روابط خارجية
- ديريك بيلي على موقع IMDb (الإنجليزية)
- ديريك بيلي على موقع ميوزك برينز (الإنجليزية)
- ديريك بيلي على موقع إن إن دي بي (الإنجليزية)
- ديريك بيلي على موقع أول ميوزيك (الإنجليزية)
- ديريك بيلي على موقع ديسكوغز (الإنجليزية)
- ديريك بيلي على موقع قاعدة بيانات الفيلم (الإنجليزية)